# Schelto van Heemstra
Pour les articles homonymes, voir Heemstra.
Schelto baron van Heemstra, né à Groningue le 14 novembre 1807 et mort à Maartensdijk le 20 décembre 1864, est un aristocrate et homme d'État néerlandais qui occupa des fonctions administratives en Frise.

## Biographie
Dans les années 1840, il est l'un des partisans de Thorbecke et est en 1844 l'un des Negenmannen (« Neuf hommes »). Après 1848, il devient de plus en plus conservateur. Il est commissaire royal dans les provinces d'Utrecht et de Zélande.
En tant que ministre, après la démission de Jacob van Zuylen van Nijevelt en 1861, il dirige le cabinet Van Zuylen van Nijevelt/Van Heemstra.
Il est de 1862 à 1864 parlementaire conservateur à la chambre basse.